# ألكسندر أليخين
ألكسندر ألكسندروفيتش أليخين (الروسية: Алекса́ндр Алекса́ндрович Але́хин) لاعب شطرنج روسي ولد في موسكو في 31 أكتوبر 1892م. أبوه إقطاعي عضو في الدوما وسيد النبلاء وأمه وريثة ثروة صناعية وهي التي علمته مبادئ اللعبة إلى جانب أخيه ألكساي. فكان ألكسندر في صغره يدرس النصوص التي يستطيع جمعها، وكان يتخيل اللعبة دائما في رأسه.
في سنة 1908 فاز بأول دوري في موسكو. بعد الحرب العالمية الأولى في الدوري التاريخي بسانت بطرسبرغ عام 1914م، اعتُبر من بين الأفضل عالميًا عند حصوله على الرتبة الثالثة بعد كل من لاسكر وكابابلانكا وقبل طاراش ومارشال.
في عام 1920م فاز بدوري الاتحاد السوفيتي سابقًا ثم قرر الهجرة متجهًا لفرنسا حيث حصل على الجنسية الفرنسية ومثّلها في العديد من البطولات وفاز فيها وبقي أمامه عائق وحيد ليصبح بطلًا عالميًا وهو التغلب على كابابلانكا. لاقي أليخين كابابلانكا في مدينة بوينس آيرس عاصمة الأرجنتين وفاز باللقاء بنتيجة 6 انتصارات مقابل 3 هزائم في حين انتهت 25 مواجهة بين البطلين بالتعادل. وهكذا يصبح ألكسندر أليخين رابع بطل عالمي بعد كل من سانتزر لاسكر وكابابلانكا.

## مصدر
مجلة EUROPE ECHECS العدد 456 ماي 1997. صفحة:35 وما بعدها.

## روابط خارجية
- ألكسندر أليخين على موقع الموسوعة البريطانية (الإنجليزية)
- ألكسندر أليخين على موقع مونزينجر (الألمانية)
- ألكسندر أليخين على موقع مباريات الشطرنج (الإنجليزية)
- ألكسندر أليخين على موقع 365Chess.com (الإنجليزية)
- ألكسندر أليخين على موقع Chesstempo.com (الإنجليزية)
- ألكسندر أليخين سجل أولمبياد الشطرنج على موقع OlimpBase.org (الإنجليزية)